# Lamprocles de Atenas
Lamprocles (en griego antiguo Λαμπροκλῆς) fue un poeta ditirámbico y un músico ateniense del siglo VI a. C. y, tal vez, principios del siglo V a. C.
Ateneo de Naucratis cita algunos versos suyos. Plutarco menciona unas mejoras que había hecho a una variedad musical llamada mixolidia.
Unos escolios a Platón lo dan por discípulo de Agatocles y maestro del poeta Damón. Frínico le atribuye una oda a Palas, a la que Aristófanes hace referencia. Eratóstenes el Escolástico y otros autores dicen que esta oda era de Frínico, aunque algunos autores anteriores la atribuyen a Estesícoro. Fabricius lo incluye an la Bibliotheca Graeca.